# Frantz Heldenstein
François Josef Heinrich (Frantz) Heldenstein (Colmar-Berg, 15 mei 1892 – Limpertsberg, 27 maart 1975) was een Luxemburgs beeldhouwer en interieurarchitect.

## Leven en werk
Heldenstein was een zoon van Henri Alphonse Victor Heldenstein en Helene Settegast. Vader werkte aanvankelijk op het groothertogelijk kasteel Berg, maar verhuisde met het gezin naar de stad Luxemburg toen hij de leiding over 'Maison Settegast' van zijn schoonfamilie overnam. Henri's vader was de apotheker en schilder François (Franz) Heldenstein, medeoprichter en eerste voorzitter van de Cercle Artistique de Luxembourg (CAL). 
Frantz Heldenstein was al jong geïnteresseerd in beeldhouwkunst. Hij bezocht de École industrielle de l'Athenée in Limpertsberg. Hij studeerde verder in Karlsruhe, München en ten slotte, na de Eerste Wereldoorlog, aan de École nationale supérieure des beaux-arts in Parijs, als leerling van Alfred Boucher. Hij studeerde nog in Parijs toen hij in 1920 deelnam aan de Salon du CAL, de jaarlijkse tentoonstelling van de Cercle Artistique de Luxembourg. Hij won er de Prix Grand-Duc Adolphe. In 1924 nam hij deel aan het onderdeel beeldhouwen tijdens de kunstwedstrijden op de Olympische Zomerspelen in Parijs (1924) en won een zilveren medaille voor zijn werk Vers l'Olympiade. De schilder Jean Jacoby behaalde goud. Heldensteins beeld werd in 2008 in brons gegoten en geplaatst in het Nationaal Sport- en Cultuurcentrum d'Coque.
In 1925 keerde Heldenstein terug naar Luxemburg en nam het familiebedrijf over. 'Maison Settegast', opgericht in 1842 en sinds 1922 hofleverancier, was gespecialiseerd in woninginrichting en verkocht onder meer meubels, gordijnen en oosterse tapijten. Naast zijn werk voor de zaak bleef hij beeldhouwen. Uit zijn huwelijk met Jeanne Soupert werd in 1926 dochter Huguette geboren, die als beeldhouwer in zijn voetsporen trad. Zij exposeerden in de jaren 50 en 60 meerdere keren samen op de Salons du CAL.
Frantz Heldenstein overleed op 82-jarige leeftijd in zijn huis in Limpertsberg.

## Enkele werken
- voor 1918 buste van Pol Michels
- 1924 Vers l'Olympiade, gipsen beeld. Een bronzen exemplaar uit 2008 werd geplaatst in d'Coque in Kirchberg.

- Musée national d'archéologie, d'histoire et d'art: lkl004123
- Virtual International Authority File: 4563161098971429640007